# テイスター
株式会社 テイスター（英: TASTER Corporation.）は、愛知県名古屋市北区に本社を置く、自動販売機の設置運営管理をおこなう企業である。

## 会社概要
自販機の設置から、それに伴う缶飲料の補充ほか自販機の企画・開発、新規開拓などをおこなう。ベンダー事業では後発に位置するが、製品の宣伝の他に、現在の時刻やニュースを表示できるLED製の表示システムを搭載した自販機などに強みを持つ。
事業の範囲は、同社が本社を置く中部・東海圏を地盤とするが、関東や関西の一部他、九州北部にも展開している。扱う缶飲料は、現在はサントリーフーズとアサヒ飲料に加えて自社ブランドのKINGやラムネちゃんとなっている。